# Station Zeebrugge-Dorp
Station Zeebrugge-Dorp is een spoorwegstation langs spoorlijn 51A (Brugge – Zeebrugge) bij de kern Zeebrugge in de Brugse deelgemeente Lissewege. Het station heeft zowel station Zeebrugge (zonder toevoeging) als station Zeebrugge-Centrum geheten.
Het station wordt enkel bediend op werkdagen buiten juli en augustus. Op andere dagen (zowel in het weekend als alle dagen in juli en augustus) stoppen de treinen in Zeebrugge-Strand.
Het reizigersverkeer maakt kop in Zeebrugge-Dorp. Enkel goederentreinen rijden verder. Treinen vertrekken vanaf het spoor 1. Het perron op spoor 2 is buiten gebruik.
Sinds 14 januari 2005 zijn de loketten van dit station gesloten. Er zijn geen voorzieningen; ook niet voor invaliden.
Op circa 200 meter afstand is Kusttram halte Stationswijk. Ook kan je er buslijn 479 naar Brugge nemen.
Op 21 maart 2009 werd het gerestaureerde stationsgebouw in gebruik genomen als buurtcentrum d'Oude Stoasie. Het OCMW en de Stad Brugge bieden in het gerenoveerde stationsgebouw dienstverlening aan de Zeebrugse bevolking, waaronder het aanbieden van warme maaltijden.

## Galerij

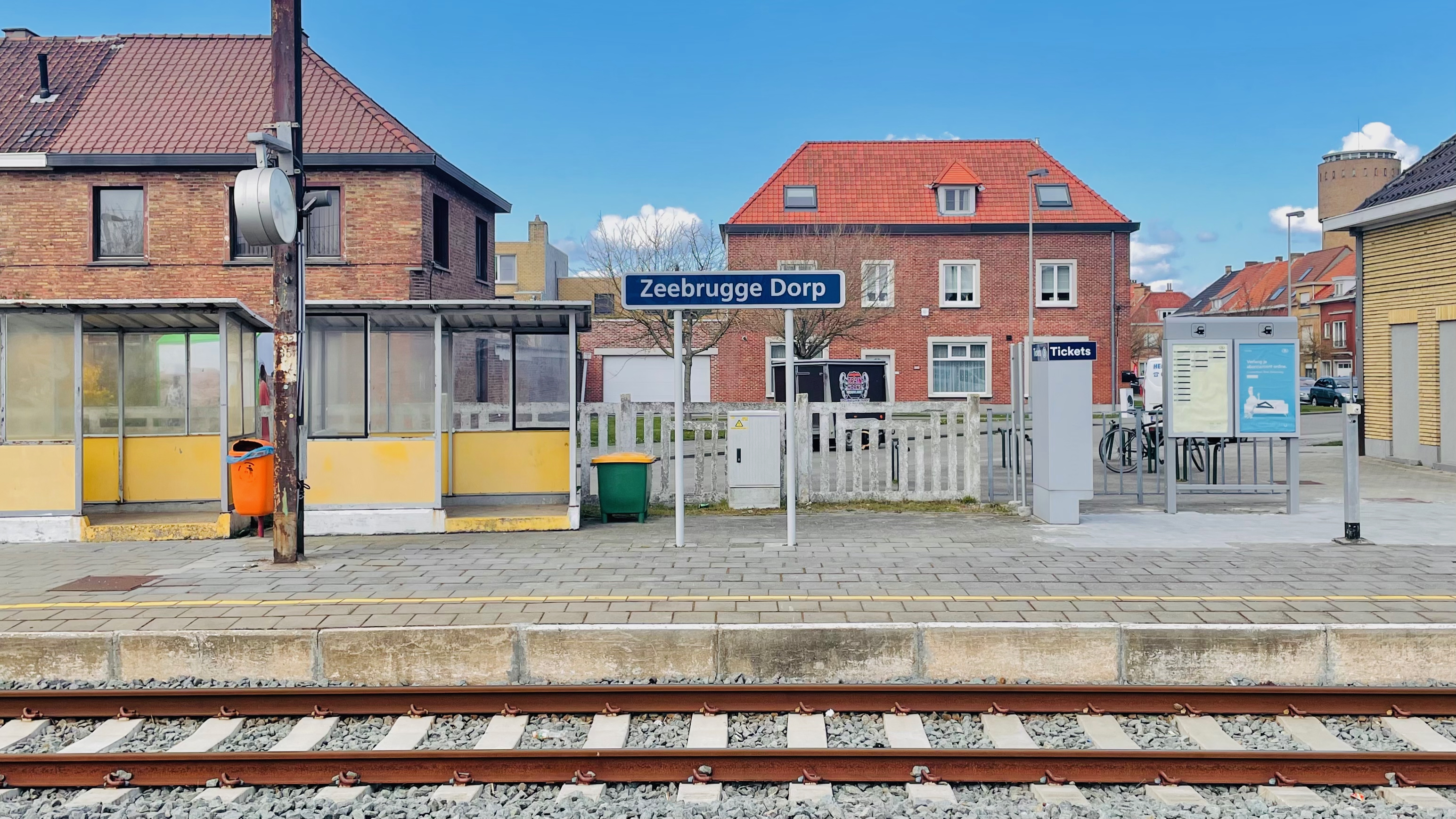
Plaatsnaambord
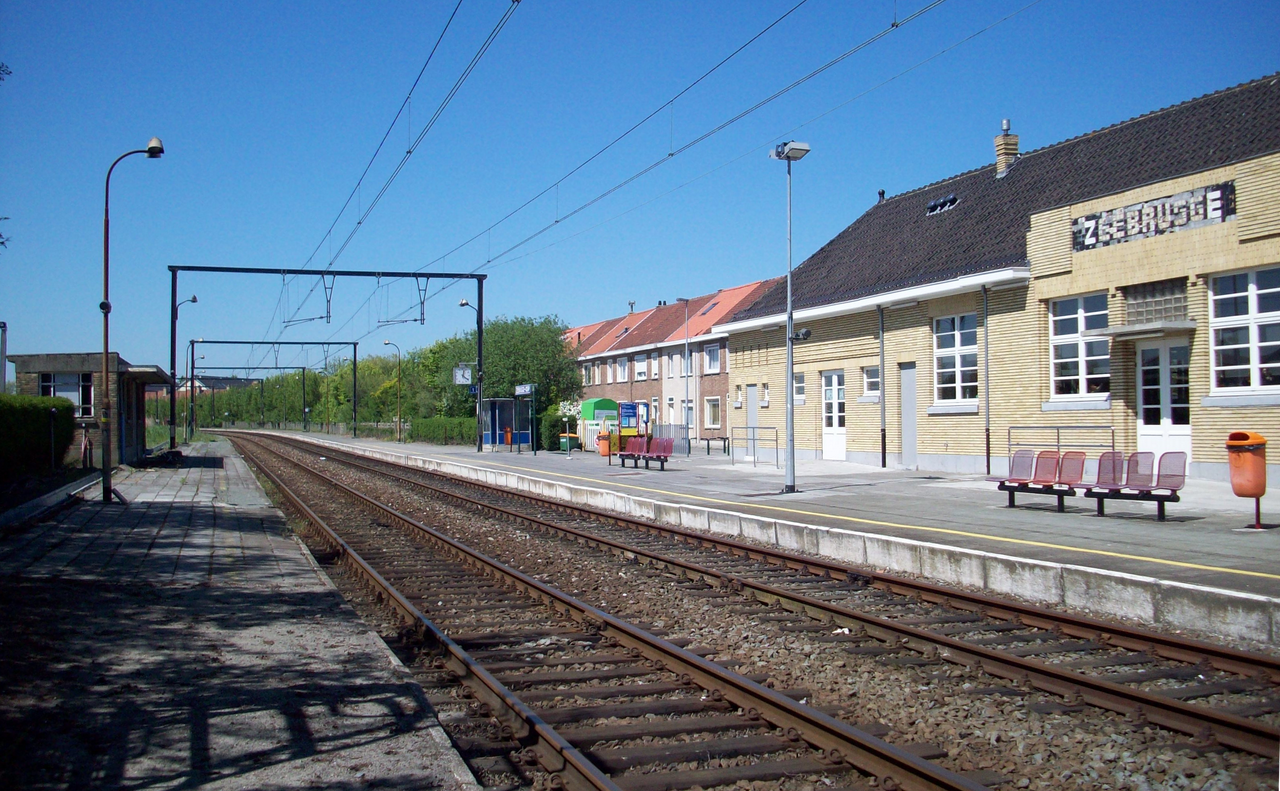
Perronzijde van het stationsgebouw (foto 2010)
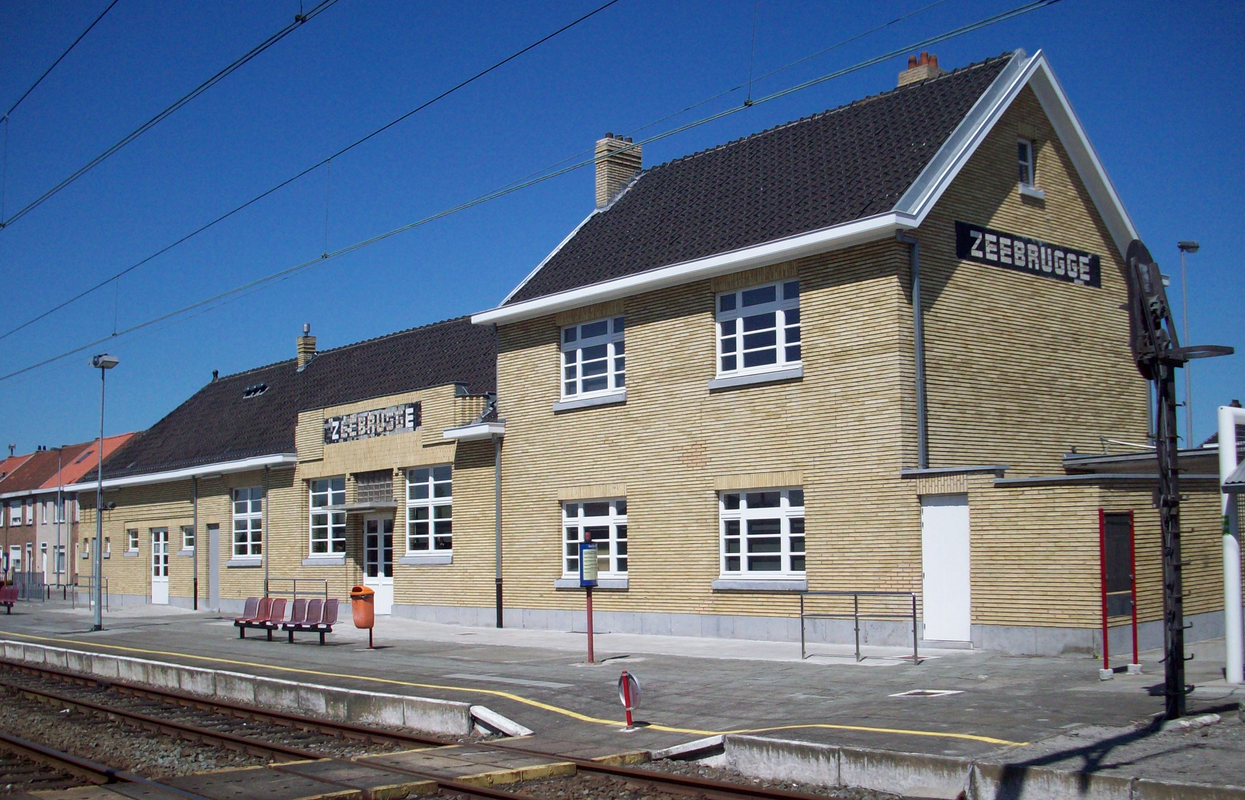
Perronzijde van het stationsgebouw (foto 2010)
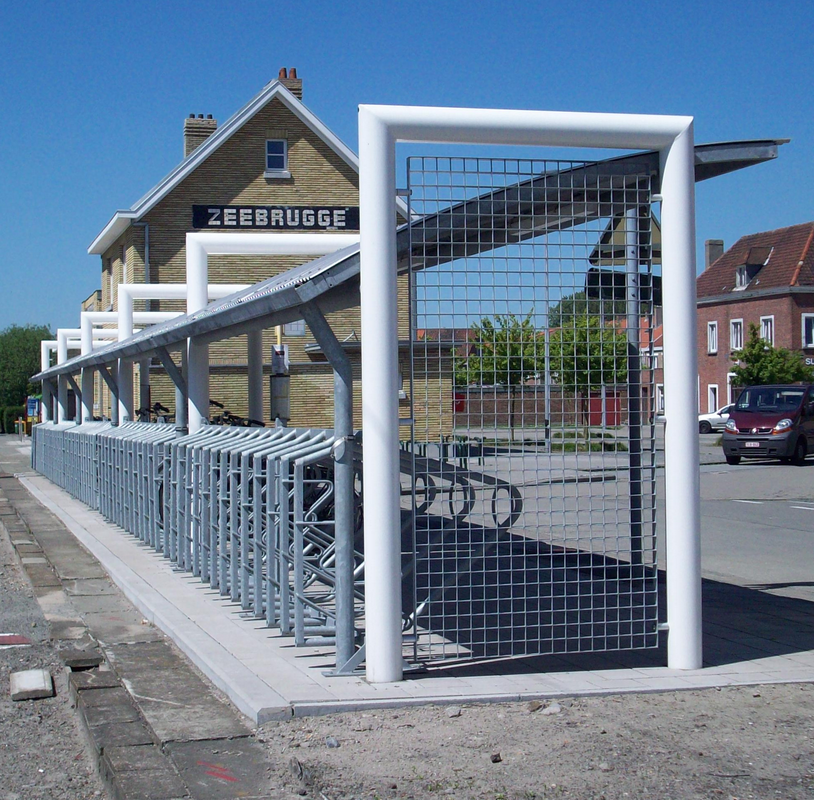
Fietsenstalling (foto 2010)

## Treindienst
| Serie       | Treinsoort          | Route                                                                                           | Bijzonderheden |
| ----------- | ------------------- | ----------------------------------------------------------------------------------------------- | --- |
| L 550       | L-trein (NMBS)      | Mechelen – Dendermonde – Gent-Sint-Pieters – Brugge – [ Zeebrugge-Strand ] / [ Zeebrugge-Dorp ] | Rijdt in het weekend tussen Zeebrugge-Strand - Gent-Sint-Pieters. Rijdt enkel in juli en augustus in de week tussen Zeebrugge-Strand - Mechelen. |
| P 7055/8055 | Piekuurtrein (NMBS) | Zeebrugge-Dorp – Brugge                                                                         | 1× in de ochtend. 2× in de avond. Rijdt alleen op werkdagen. Rijdt niet in juli en augustus.                                                     |

## Reizigerstellingen
De grafiek en tabel geven het gemiddeld aantal instappende reizigers weer op een week-, zater- en zondag.
| Tabel: aantal instappende reizigers station Zeebrugge-Dorp | Tabel: aantal instappende reizigers station Zeebrugge-Dorp | Tabel: aantal instappende reizigers station Zeebrugge-Dorp | Tabel: aantal instappende reizigers station Zeebrugge-Dorp |
|                                                            | Weekdag                                                    | Zaterdag                                                   | Zondag                                                     |
| ---------------------------------------------------------- | ---------------------------------------------------------- | ---------------------------------------------------------- | ---------------------------------------------------------- |
| 1977                                                       | 510                                                        | 216                                                        | 265                                                        |
| 1978                                                       | 561                                                        | 343                                                        | 205                                                        |
| 1979                                                       | 700                                                        | 360                                                        | 370                                                        |
| 1980                                                       | 744                                                        | 295                                                        | 299                                                        |
| 1981                                                       | 779                                                        | 350                                                        | 417                                                        |
| 1982                                                       | 726                                                        | 567                                                        | 257                                                        |
| 1983                                                       | 575                                                        | 467                                                        | 170                                                        |
| 1984                                                       | 723                                                        | 492                                                        | 335                                                        |
| 1985                                                       | 888                                                        | 648                                                        | 405                                                        |
| 1986                                                       | 573                                                        | 256                                                        | 178                                                        |
| 1987                                                       | 549                                                        | 297                                                        | 274                                                        |
| 1988                                                       | 557                                                        | 382                                                        | 304                                                        |
| 1989                                                       | 700                                                        | 397                                                        | 242                                                        |
| 1990                                                       | 613                                                        | 464                                                        | 425                                                        |
| 1991                                                       | 697                                                        | 484                                                        | 274                                                        |
| 1992                                                       | 654                                                        | 376                                                        | 322                                                        |
| 1993                                                       | 482                                                        | 305                                                        | 207                                                        |
| 1994                                                       | 617                                                        | 251                                                        | 169                                                        |
| 1995                                                       | 559                                                        | 158                                                        | 190                                                        |
| 1996                                                       | 502                                                        | 129                                                        | 157                                                        |
| 1997                                                       | 457                                                        | 156                                                        | 105                                                        |
| 1998                                                       | 792                                                        | 98                                                         | 68                                                         |
| 1999                                                       | 329                                                        | 56                                                         | 44                                                         |
| 2000                                                       | 289                                                        | 38                                                         | 46                                                         |
| 2001                                                       | 312                                                        | -                                                          | -                                                          |
| 2002                                                       | 316                                                        | -                                                          | -                                                          |
| 2003                                                       | 292                                                        | -                                                          | -                                                          |
| 2004                                                       | 288                                                        | -                                                          | -                                                          |
| 2005                                                       | 286                                                        | -                                                          | -                                                          |
| 2006                                                       | 290                                                        | -                                                          | -                                                          |
| 2007                                                       | 260                                                        | -                                                          | -                                                          |
| 2008                                                       | -                                                          | -                                                          | -                                                          |
| 2009                                                       | 250                                                        | -                                                          | -                                                          |
| 2010                                                       | -                                                          | -                                                          | -                                                          |
| 2011                                                       | -                                                          | -                                                          | -                                                          |
| 2012                                                       | 291                                                        | -                                                          | -                                                          |
| 2013                                                       | 232                                                        | -                                                          | -                                                          |
| 2014                                                       | 216                                                        | -                                                          | -                                                          |
| 2015                                                       | 267                                                        | -                                                          | -                                                          |
| 2016                                                       | 244                                                        | -                                                          | -                                                          |
| 2017                                                       | 272                                                        | -                                                          | -                                                          |
| 2018                                                       | 350                                                        | -                                                          | -                                                          |
| 2019                                                       | 290                                                        | -                                                          | -                                                          |
| 2020                                                       | 181                                                        | -                                                          | -                                                          |
| 2021                                                       | -                                                          | -                                                          | -                                                          |
| 2022                                                       | 477                                                        | -                                                          | -                                                          |
| 2023                                                       | 353                                                        | -                                                          | -                                                          |
| 2024                                                       | 294                                                        | -                                                          | -                                                          |

Assebroek ·
Brugge ·
Brugge-Dijk ·
Brugge-Dok ·
Brugge-Noord ·
Brugge-Sint-Pieters ·
Brugge-Vorming ·
Brugge-Zeehaven ·
Dudzele ·
Dudzele-Kanaal ·
Lissewege ·
Sint-Michiels ·
Steenbrugge ·
Zeebrugge-Vorming ·
Zeebrugge-Dorp ·
Zeebrugge-Strand ·
Zwankendamme
(Brugge ·
Brugge-Sint-Pieters) · 
2,3: Dudzele-Kanaal ·
5,9: Lissewege ·
7,1: Zwankendamme ·
9,8: Zeebrugge-Dorp ·
Zeebrugge-Strand